# Sedum andegavense
Sedum andegavense é uma espécie de planta com flor pertencente à família Crassulaceae. 
A autoridade científica da espécie é (DC.) Desv., tendo sido publicada em Observ. Pl. Angers: 150. 1818.

## Portugal
Trata-se de uma espécie presente no território português, nomeadamente em Portugal Continental.
Em termos de naturalidade é nativa da região atrás indicada.

## Protecção
Não se encontra protegida por legislação portuguesa ou da Comunidade Europeia.

## Sinónimos
Esta espécie tem os seguintes sinónimos:
- Crassula andegavensis DC.
- Crassula globulifolia Steud.